# Acrotaeniacantha radiosa
Acrotaeniacantha radiosa är en tvåvingeart som beskrevs av Erich Martin Hering 1939. Acrotaeniacantha radiosa ingår i släktet Acrotaeniacantha och familjen borrflugor.
Artens utbredningsområde är Venezuela. Inga underarter finns listade i Catalogue of Life.